# Natsiatum
Natsiatum es un género  de plantas  perteneciente a la familia Icacinaceae. Es originario de Asia tropical. El género fue descrito por Buch.-Ham. ex Arn. y publicado en Edinburgh New Philosophical Journal 16: 314, en el año 1834.

## Descripción
Son arbustos trepadores lenticelados. Las hojas pecioladas alternas, con el limbo cordiforme - ovadas, y con 7-9 venas, palmadas en la base, margen escasamente aserrados. Las plantas son dioicas von flores pequeñas, las inflorescencias se presentan en forma de racimos axilares extra- simples o complejos. El fruto es una drupa oblicuamente ovoide, comprimida, con mesocarpio delgado. 

## Especies
- Natsiatum herpeticum Buch.-Ham. ex Arn.
- Natsiatum oppositifolium Planch.
- Natsiatum sinense Oliv.
- Natsiatum tonkinense Gagnep.